# Grotte de Blombos
La grotte de Blombos est une petite grotte proche du cap des Aiguilles, à environ 300 km à l'est de la ville du Cap en Afrique du Sud ; elle abrite un site préhistorique. La grotte s’ouvre au pied d'une falaise et a été rendue célèbre par la découverte inattendue de vestiges traduisant des comportements modernes et des préoccupations esthétiques voire symboliques (blocs d’ocre gravés, perles en coquillage, outils en os) dans des niveaux datant de 75 à 80 000 ans BP, période dite du Middle Stone Age (MSA), équivalant plus ou moins au Paléolithique moyen européen. Ces découvertes ont profondément modifié la vision actuelle de l'histoire de l'art et de l'évolution culturelle au Paléolithique, qui paraît plus lente et progressive que ce que l'on pensait auparavant.
Les préhistoriens du Centre national de la recherche scientifique ont retrouvé dans cette grotte le plus ancien dessin connu du monde. Il s'agit de neuf lignes entrecroisées sur un caillou de roche silcrète de quatre centimètres de long. Il est daté de 73 000 ans, période du Paléolithique moyen.

## Présentation générale

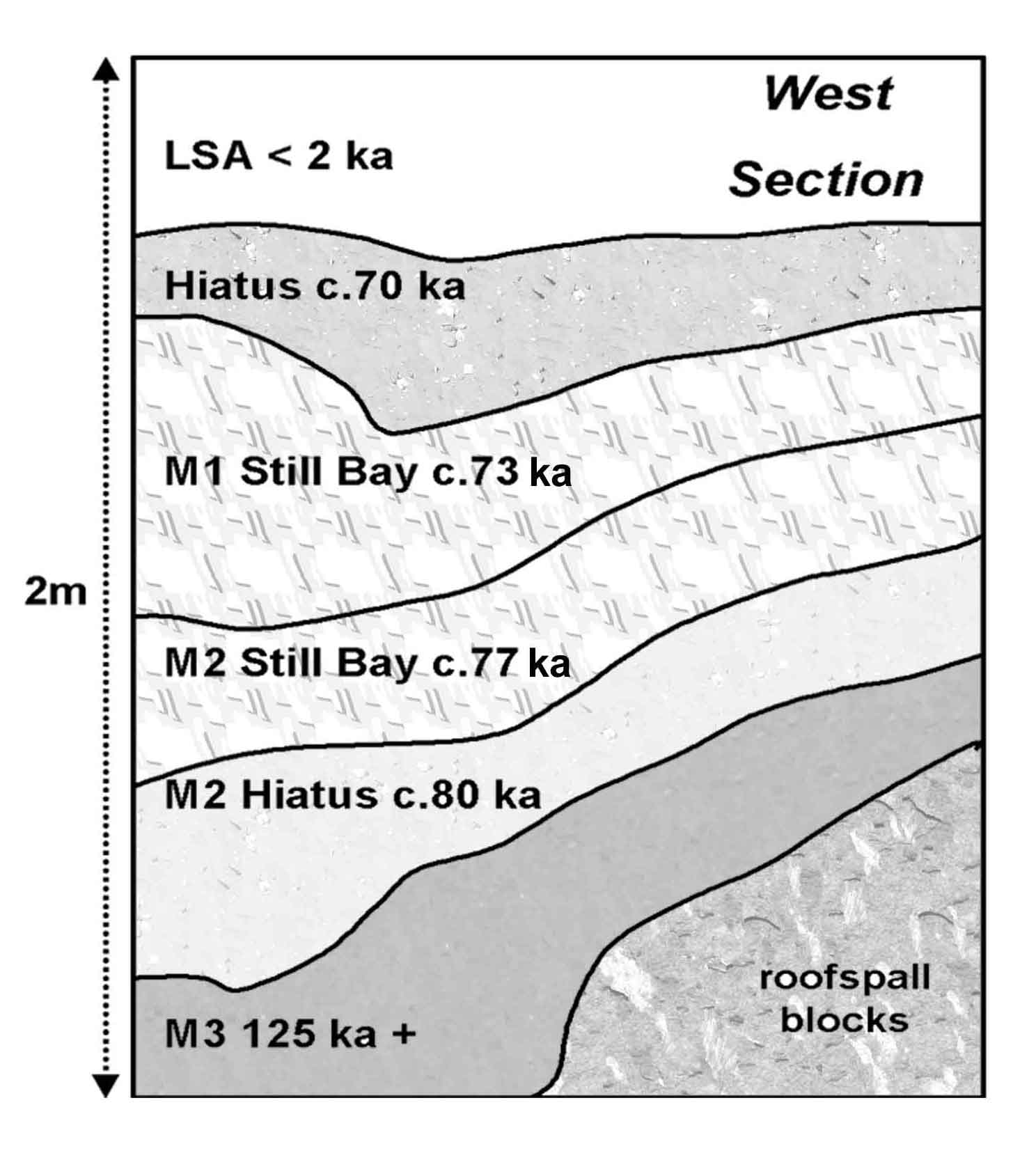
Stratigraphie schématique et dates des différents niveaux.
Image Chris Henshilwood.

Les fouilles conduites sous la direction de C.S. Henshilwood depuis 1991 à Blombos ont permis d’éclairer d’un jour nouveau les modes de vie du Middle Stone Age. Trois phases d’occupation ont été distinguées dans la séquence stratigraphique et nommées M1, M2 et M3. Des datations obtenues par OSL (Optically Stimulated Luminescence) et par thermoluminescence ont permis d’évaluer l’âge de la phase M1 à environ 73 000 ans (OIS 5a/4), celui de la phase M2 à environ 80 000 ans (OIS 5a) et celui de la phase M3 entre 100 et 140 000 ans (OIS 5d - 5e/6),,,. Le sommet de la séquence a livré des vestiges datant d'environ 2 000 ans BP et correspondant à des indices d'occupation du site par des groupes agro-pastoralistes du Later Stone Age (LSA).
Chaque phase d’occupation paraît relativement brève et l’épaisseur des dépôts est généralement inférieure à 10 cm par couche. Un hiatus sépare les dernières occupations MSA de celles du LSA et des dépôts quasiment stériles entre les phases M2 et M3 indiquent une longue période durant laquelle le site était inoccupé. Ces caractéristiques indiquent que la grotte fut occupée de façon discontinue et pendant des périodes relativement courtes.
Des vestiges considérés comme inhabituels pour le Middle Stone Age ont été mis au jour à Blombos : il s’agit d’outils en os, de perles en coquillages marins et de blocs d’ocre gravés pour la phase M1 et d’outils en os pour la phase M2. Durant la phase M3, l’ocre est un matériau fréquemment utilisé et des outils destinés à le travailler ont été découverts.

## Séquence stratigraphique

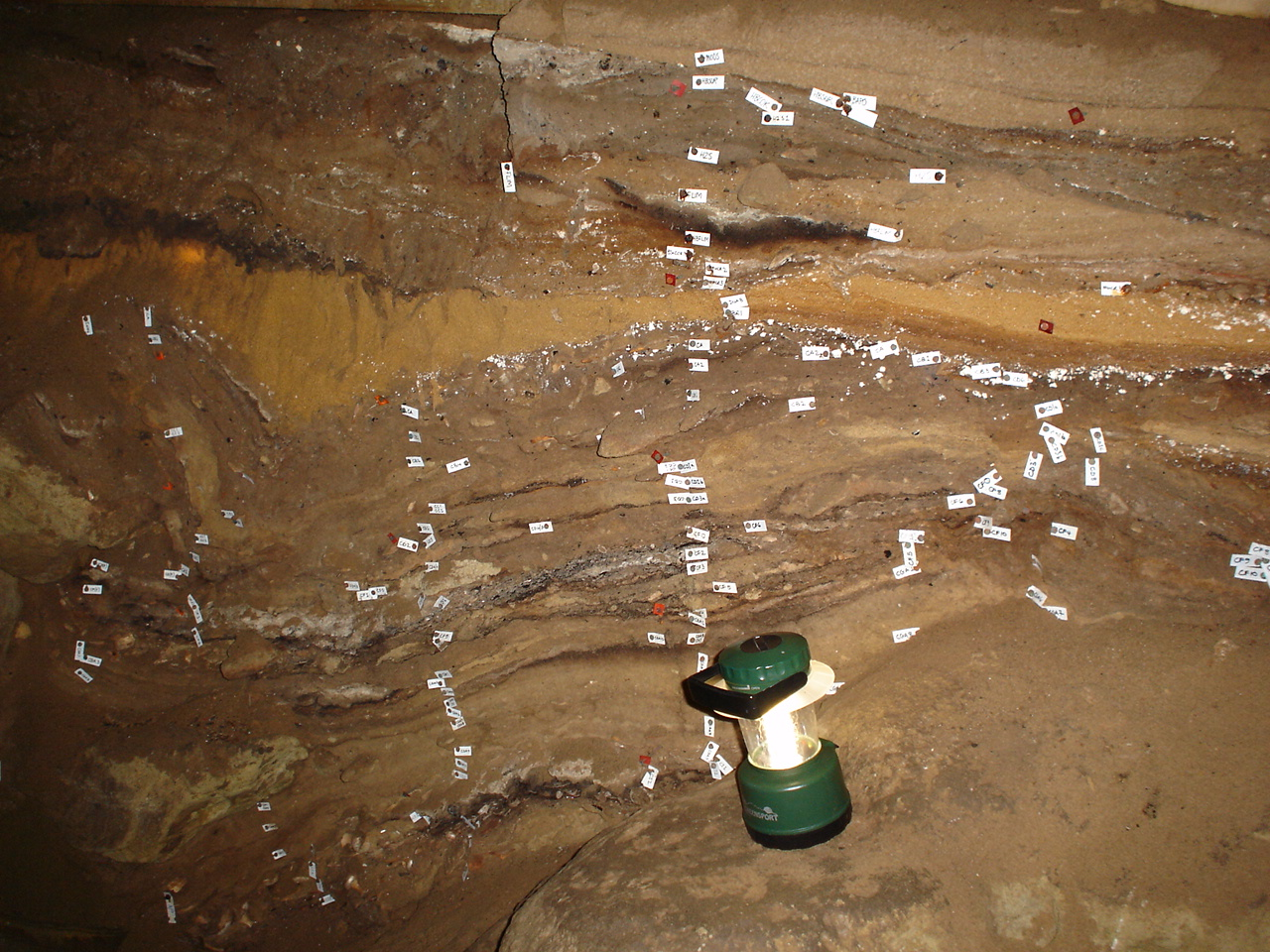
Coupe de référence de Blombos.

La grotte de Blombos se trouve actuellement à une centaine de mètres de la côte et à 35 m au-dessus du niveau de la mer. Elle s’ouvre dans les dépôts éoliens calcifiés mio/pliocènes de la formation Wankoe et a été creusée par l’érosion marine. Les dépôts à l’intérieur de la grotte occupent plus de 80 m2. Les niveaux MSA ont été fouillés sur près de 20 m2 et jusqu’à une profondeur d’environ 2 m sous la surface d’origine. L’histoire des dépôts du MSA est complexe. Juste avant la mise en place des dépôts correspondant à la phase M3, de larges blocs de brèche pouvant atteindre 3 m d’épaisseur semblent s’être détachés du plafond, créant un sol irrégulier. De nouvelles chutes de blocs ont affecté les dépôts MSA après la phase d’occupation M3, il y a environ 130 à 140 000 ans.
Les occupations humaines ultérieures ont généré une accumulation de débris sur et autour de ces blocs sur une épaisseur dépassant 2 m. La compaction a conduit les dépôts à draper les blocs, conduisant parfois à la formation de couches quasiment verticales. À proximité des parois latérales et du fond de la grotte, les dépôts du MSA se sont parfois contractés en laissant un espace comblé ensuite par des dépôts du LSA. Par endroits, de larges blocs ont glissé ou se sont fragmentés, causant des remaniements des dépôts sus-jacents. Malgré ces anomalies, l’essentiel des dépôts du MSA est demeuré in situ et n’est pas perturbé. Après avoir identifié les vestiges remaniés et écarté ceux provenant de zones susceptibles d’être contaminées par des niveaux plus récents, les archéologues estiment que plus de 95 % du matériel MSA mis au jour est digne de confiance.

## Vestiges archéologiques

### Phase M1

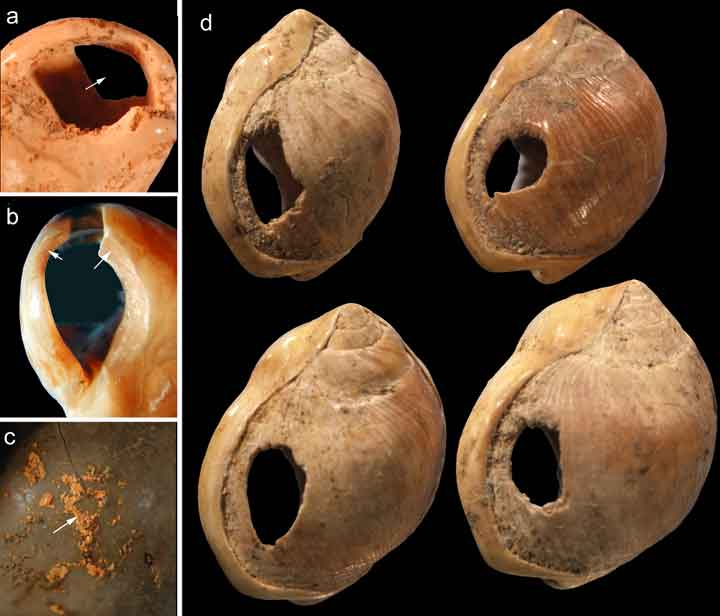
Perles en coquilles de Nassarius kraussianus : a) ouverture réalisée à l'aide d'un outil en os ; b) facette plane produite par l'usure, probablement lors du frottement avec d'autres perles ou avec un lien ; c) traces d'ocre à l'intérieur du coquillage, peut-être transférées depuis le corps de la personne portant la parure ; d) vue générale des perles.
Photo F. d’Errico.

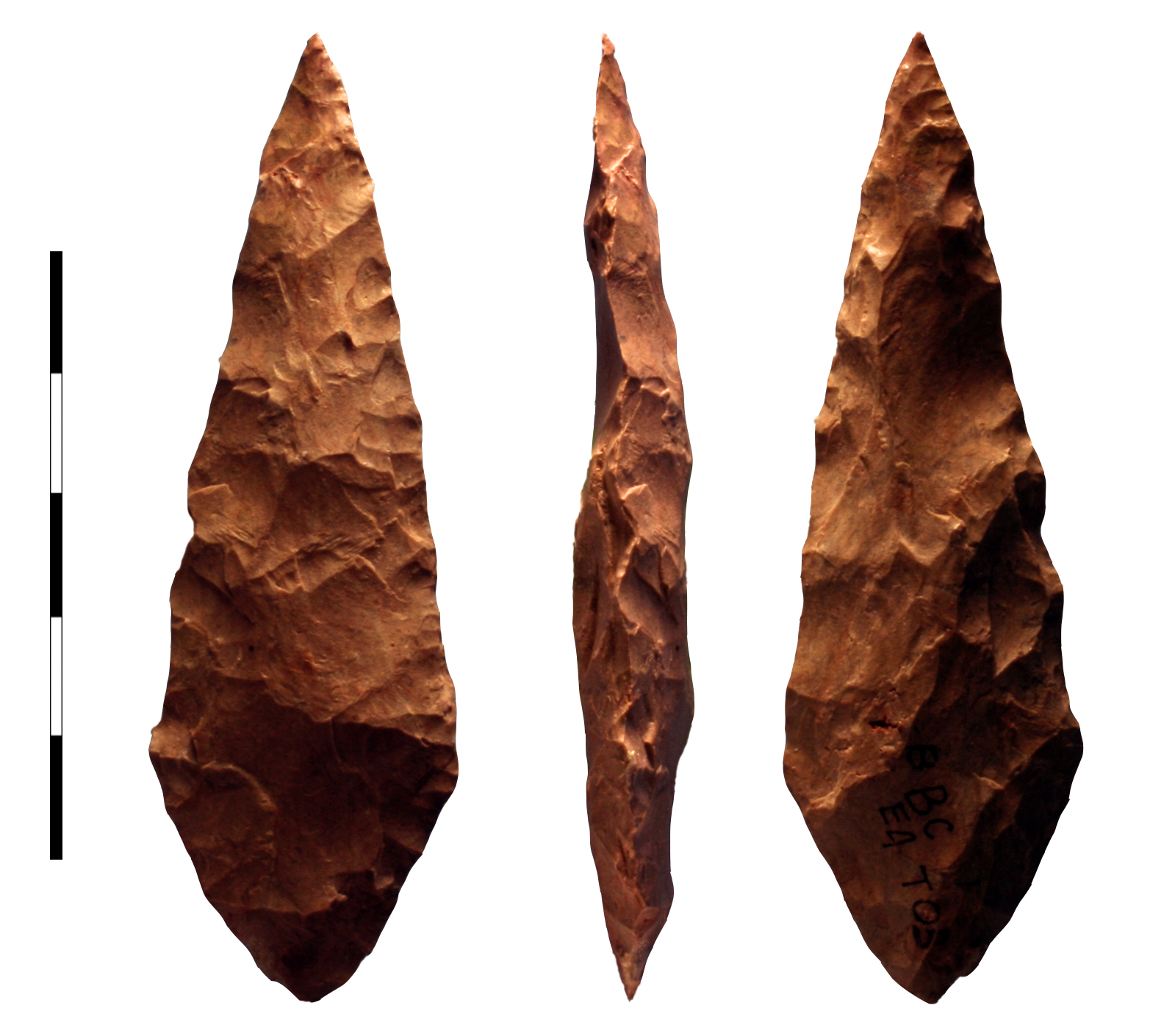
Pièce biface en silcrète dont la pointe a été façonnée par retouche par pression.
Échelle = 5 cm.

Les principaux marqueurs de la phase M1 sont de petites pointes foliacées bifaces caractéristiques de l’industrie Stillbay, finies ou abandonnées en cours de fabrication (photo). Plus de 400 ont été conservées. La silcrète est le principal matériau utilisé et la source la plus proche se trouve à environ 30 km. La présence d’un nombre important de petits éclats indique que ces pièces ont été produites sur place. Certaines de ces pointes présentent des fractures particulières indiquant qu'elles ont été utilisées comme pointes de projectiles. Une étude expérimentale a montré que la finition de ces pointes foliacées avait été réalisée par retouche par pression, une technique qui n'était connue précédemment qu'à partir du Solutréen européen.
Plus de soixante perles ont également été mises au jour,. Elles ont été confectionnées à partir de coquilles de gastéropodes de l’espèce Nassarius kraussianus, percées de façon à pouvoir être suspendues ou enfilées. Vingt-sept de ces perles pourraient provenir d’une même parure corporelle. Ces éléments de parure, étudiés par Francesco d'Errico et Marian Vanhaeren (CNRS), comptent parmi les plus anciens au monde. Les plus anciens éléments de parure connus auparavant dataient de 40 000 av. J.-C. et avaient été découverts en Turquie et au Kenya.
Deux petits morceaux d'ocre gravés et striés ont été découverts dans les niveaux de la phase M1 (photo 1, photo 2). Les motifs sont relativement complexes et comprennent des traits parallèles et des croisillons. Ces objets peuvent être considérés comme l'une des plus anciennes expressions artistiques connues.
Plus de quinze outils en os proviennent également des mêmes niveaux,. Le site a également livré un fragment d'os gravé.

### Phase M2
Les sédiments de la phase M2 ont livré des pièces bifaces ainsi que plus de vingt outils en os, notamment des poinçons (photo). Ces outils très raffinés sont généralement considérés comme propres à l'Homme anatomiquement moderne, Homo sapiens . L'artisan des vestiges de Blombos n'est toutefois pas encore connu (cf. infra).

### Phase M3
Dans les niveaux de la phase M3, le façonnage bifacial et les outils en os sont absents. La silcrète est toujours dominante mais les outils retouchés sont plus rares. Les blocs d’ocre raclés sont nombreux dans ce niveau. Le travail de l’ocre a impliqué des meules dormantes et actives ainsi que des percuteurs. Des amas coquilliers et de grands foyers caractérisent les niveaux inférieurs.

### Faune
Les vestiges fauniques des trois phases du MSA montrent qu’une large gamme de ressources terrestres était exploitée. L’exploitation de ressources marines est également attestée par la découverte de plus d’un millier de restes de poissons, correspondant pour la plupart à des espèces de grande taille, ainsi que des coquillages marins et des ossements d’otaries et de dauphins. Les mammifères terrestres exploités sont également très variés. Ces ressources sont comparables à celles des groupes du LSA connus dans la région.

### Restes humains
Les seuls restes humains mis au jour dans les niveaux du MSA sont constitués de neuf dents, le plus souvent déciduales. Ces dents proviennent probablement d’individus relativement graciles et sont similaires aux échantillons recueillis à Klasies River et De Kelders,.

## Paléoenvironnement
Les occupations de la phase M1 (stade isotopique 5a/4) correspondent à une période de régression marine (environ 60 à 70 m sous le niveau de la mer actuel avec un rivage éloigné de 10 à 25 km de la côte actuelle) qui était sans doute plus froide que la phase M2. La présence dans les dépôts de la phase M1 d’une moule vivant enfouie dans le sable, Donax serra, suggère la présence de plages face à la grotte. Les densités de coquillages sont plus basses durant cette phase (17,5 kg/m2) probablement en relation avec la distance de la mer à la grotte.
La phase M2 est contemporaine du stade isotopique 5a, avec un niveau marin inférieur de 25 m par rapport à l’actuel et une ligne de côte à moins de 5 km de l’actuelle. Les densités de coquillages sont intermédiaires (31,8 kg/m2). Les conditions climatiques devaient être tempérées et plus douces que lors des occupations de la phase M1.
La partie supérieure des dépôts de la phase M3 présente une forte densité de coquillages (68,4 kg/m2) suggérant un niveau marin similaire à l’actuel. Ces niveaux sont sans doute immédiatement postérieurs à l’Éémien (OIS 5d ; environ - 100 000 ans). Une date OSL d’environ 143 000 ans (OIS 6) a été obtenue pour un niveau à faible densité de vestiges de la phase M3, ce qui laisse penser que celle-ci pourrait être subdivisée plus finement quand d’autres dates seront disponibles.

## Implications des découvertes de Blombos
Avant la découverte de Blombos, la réalisation de perles en coquillages marins, l’incision de blocs d’ocre suivant des motifs géométriques, la production régulière et l’utilisation d’outils en os ainsi que la probable maîtrise de la pêche étaient autant de traits comportementaux considérés comme hors de portée des groupes humains du Middle Stone Age.
Ces comportements ont probablement évolué sur de longues périodes mais ils ne semblent attestés dans aucun autre site contemporain de Blombos, voire dans aucun autre site légèrement plus récent, que ce soit en Afrique du Sud ou dans le reste de l’Afrique. Les innovations connues à Blombos n’ont pas été utilisées par les groupes humains porteurs de la culture de Howiesons Poort, datée d’environ - 65 000 ans. Il est vrai également que les sites ayant livré des éléments caractéristiques de la culture Stillbay sont rares dans la province du Cap-Occidental, que les éléments organiques ne sont pas conservés dans la plupart d’entre eux et/ou que les fouilles n’y ont pas été exhaustives.
Il reste difficile de déterminer si ces innovations ne se sont pas diffusées dans le reste de l’Afrique du Sud et au-delà, ou si elles n’ont pas encore été mises en évidence ailleurs. Les éruptions du mont Toba, il y a environ 72 000 ans, pourraient avoir entraîné une crise démographique ainsi que la perte de certaines innovations techniques.
L’émergence de la modernité culturelle demeure difficile à expliquer,,,,,. Des facteurs environnementaux ont pu entraîner une augmentation de la population durant la phase M2, il y a environ 80 000 ans, mais le climat est à nouveau devenu plus rigoureux dans l’hémisphère sud après environ 75 000 ans BP. Est-ce que la pression démographique sur les ressources côtières, couplée à l’éloignement de la ligne de rivage, a pu stimuler l’innovation comportementale et culturelle ? Blombos pourrait être l’un des sites clés pour comprendre l’apparition de la modernité culturelle humaine durant le Pléistocène récent en Afrique.